# Charming Kitten
Charming Kitten (otros alias incluyen APT35 (por Mandiant), Phosphorus (por Microsoft), Ajax Security (por FireEye), NewsBeef (por Kaspersky,)) es un grupo dedicado a la guerra cibernética, descrito por varias empresas y funcionarios del gobierno como una amenaza persistente avanzada.
El 15 de diciembre de 2017 el grupo fue designado por FireEye como una amenaza persistente avanzada respaldada por un estado nación, independientemente de la falta de sofisticación. La investigación realizada por FireEye en 2018 sugirió que el APT35 podría estar expandiendo su malware, y solidificando sus campañas.
Desde entonces, se sabe que el grupo utiliza el phishing para hacerse pasar por sitios web de empresas, así como cuentas falsas y dominios DNS falsos para obtener las contraseñas de los usuarios.

## Historia

### Witt Defection (Principios 2013)
En 2013, la ex sargento técnico de la Fuerza Aérea de los Estados Unidos y contratista de defensa de la inteligencia militar, Monica Witt, desertó a Irán sabiendo que podría incurrir en cargos criminales por parte de los Estados Unidos por hacerlo. Su entrega de inteligencia al gobierno de Irán causó más tarde la Operación Saffron Rose, una operación de guerra cibernética dirigida a los contratistas militares estadounidenses.

### HBO ciberataque (2017)
En 2017, tras un ciberataque a HBO, se inició una investigación conjunta a gran escala con el argumento de que se estaba filtrando información confidencial. Una declaración condicional de un hacker con el alias de Skote Vahshat dijo que si no se pagaba el dinero, se filtrarían los guiones de los episodios de televisión, incluyendo los de Juego de Tronos. El hack causó una fuga de 1,5 terabytes de datos, algunos de los cuales eran programas y episodios que no habían sido emitidos en ese momento. Desde entonces, HBO ha declarado que tomaría medidas para asegurarse de que no se vuelvan a filtrar.
Behzad Mesri fue posteriormente acusado por el hackeo. Desde entonces se ha alegado que es parte de la unidad de operaciones que ha filtrado información confidencial.
Según Certfa, Charming Kitten había apuntado a los funcionarios de EE. UU. involucrados en el acuerdo nuclear de Irán de 2015. El gobierno iraní negó cualquier implicación.

### Segunda Acusación (2019)
Witt fue acusado oficialmente por un jurado de Washington D. C. el 19 de febrero de 2019. Otros cuatro, incluyendo al hacker de HBO, también fueron acusados.
Se emitió una orden judicial autorizando a Microsoft a tomar la propiedad de 99 dominios DNS que fueron registrados por el grupo. Microsoft ha dicho posteriormente que planea trabajar para reducir significativamente la tasa de ciberataques.